# Фомичёва, Мария Александровна
Мария Александровна Фомичёва (род. 28 июля 1939 года, деревня Заполье, Новгородский район, Новгородская область) — намотчица Новгородского завода имени XXIV партсъезда Министерства электронной промышленности СССР. Герой Социалистического Труда (1974).

## Биография
Родилась в 1939 году в крестьянской семье в селе Заполье Новгородского района. Окончила семь классов неполной средней школы в родном селе (1955). С августа 1957 года — рядовая колхозница в колхозе «Ленинский путь» Новгородского района. Некоторое время трудилась на фарфоровой фабрике «Пролетарий». С ноября 1959 года — садчица кирпичного завода № 2 в Новгороде. С сентября 1961 года — намотчица Новгородского завода радиотехнических изделий (позднее — Новгородский завод имени XXIV партсъезда, Новгородский трансформаторный завод, с 1993 года — «Трансвит»). Проработала на этом предприятии более 23 лет.
В своей трудовой деятельности добивалась высоких показателей. Ежегодно перевыполняла плановые производственные задания на 150—160 %. За высокое качество выпускаемой продукции получила личное клеймо. С 1968 года — бригадир намотчиков специальных изделий. Вывела бригаду из отстающих в число передовых заводских коллективов. Была инициатором заводского социалистического соревнования под девизом «Ни одного отстающего рядом!». По итогам Восьмой пятилетки (1966—1970) была награждена Орденом Трудового Красного Знамени. В 1971 году бригада Марии Фомичёвой выступила с инициативой социалистического соревнования среди новгородских предприятий выполнять пятидневное плановое задание за четыре дня. Взяла на себя личное социалистическое обязательство выполнять пятидневный производственный план за три дня.
В 1972 году бригада Марии Фомичёвой в честь 50-летия образования СССР выступила с новой заводской инициативой под девизом «15 союзных республик — 15 трудовых вахт!» и позднее — аналогичного соревнования под девизом «20 лет освобождения Новгорода — 20 трудовых вахт!». Заводской трудовой коллектив поддержал её инициативы. Благодаря социалистическому соревнованию, инициированному Марией Фомичёвой, завод завершил годовой производственный план к 19 декабря и выпустил сверхплановой продукции на 834 тысяч рублей.
Внесла рационализаторское предложение, в результате которого производительность труда повысила на 15 — 20 %. Бригада Марии Фомичёвой годовой производственный план 1973 года завершила 1 мая, выполнив к этой дате трудовые задания трёх лет Девятой пятилетки (1971—1975). Указом Президиума Верховного Совета СССР (с грифом «не подлежит опубликованию») от 16 января 1974 года «за выдающиеся успехи в выполнении и перевыполнении планов 1973 года и принятых социалистических обязательств» удостоена звания Героя Социалистического Труда с вручением ордена Ленина и золотой медали Серп и Молот.
Член КПСС. В 1975 году бригада Марии Фомичёвой удостоилась почётного звания «Лучшая бригада Министерства электронной промышленности СССР».
Окончила вечернее отделение новгородского ПТУ № 2, получив смежную профессию «монтажник радиоаппаратуры». С июля 1977 года — гальваник на этом же заводе. В марте 1981 года окончила Московский всесоюзный заочный электромеханический техникум, после которого в октябре 1981 года была назначена мастером цеха. С марта 1984 года — люминофорщица-экранировщица, с декабря 1987 года — контролёр на предприятии «Элкон».
Избиралась делегатом XXV съезда КПСС (1976), депутатом Новгородского областного, Новгородского городского и Октябрьского районного советов народных депутатов.
После выхода на пенсию в 1989 году проживает в Великом Новгороде.
Награды
- Герой Социалистического Труда
- Орден Ленина
- Орден Трудового Красного Знамени (26.04.1971)
- Медаль «В ознаменование 100-летия со дня рождения Владимира Ильича Ленина»
- Её имя занесено в областную книгу «Трудовой Славы».